# 산디파 다르
산디파 다르(Sandeepa Dhar)는 인도의 배우, 모델이다.

## 같이 보기
- 인도 영화 배우 목록